# Каланхое Дегремона
Каланхое Дегремо́на (также Дайгремонта, лат. Kalanchoe daigremontiana или Bryophyllum daigremontianum) — травянистое суккулентное растение, вид рода Каланхое (Kalanchoe) семейства Толстянковые (Crassulaceae).

## Описание
Растение с прямым, обычно не ветвящимся стеблем высотой до 100 см и крупными мясистыми листьями. Листья достигают в длину 12—15 см и имеют по краям небольшие зубцы. На зубцах образуются крошечные дочерние растеньица — выводковые почки. Падая на поверхность почвы, при наличии влаги они сразу укореняются.
В Европе растение в культуре с 1925 г..

## Уход
Каланхое содержат зимой при температуре 10—16°С, но если почва сухая, а растение закалено, оно может выдержать даже слабые заморозки. Как и все суккуленты, это растение очень выносливо. Даже при полном высыхании почвы каланхое будет безболезненно продолжать рост, питаясь влагой из воздуха.
В горшочной культуре растение переваливают ежегодно весной в земляную смесь, состоящую из листовой, дерновой земли и песка в соотношении 2:2:1. Важно, чтобы почва не была слишком питательной. Опрыскивать листья водой не обязательно, а при низкой температуре это может быть опасно для растения. Зато желателен свежий воздух — помещение следует проветривать, но не допускать сквозняков. В тёплое время года полив умеренный. Зимой поливают в зависимости от температуры — чем она ниже, тем реже полив.
Размножается черенками, выводковыми почками и семенами.

## Лечебные свойства
Согласно сведениям традиционной медицины, каланхое Дегремона (сок этого растения) издавна используется в быту при лечении многих заболеваний, а также обладает кровоостанавливающими, ранозаживляющими и противовоспалительными свойствами. В химический состав входят гликозиды, флавоноиды и липиды — к последним относятся тритерпеноиды и буфадиенолиды, обладающие цитотоксической активностью против различных видов раковых клеток. Результаты проведенных научных исследований при использовании водно-этанольных экстрактов каланхоэ в нано-инкапсулированном и других видах, примененные для противоопухолевой терапии, показали положительный селективный цитотоксический эффект при раке молочной железы.